# Clearingkonto
Den tyske clearingkonto opstod som et mellemværende mellem Danmarks Nationalbank og Det tredje rige (Nazi-Tyskland).
Nationalbankens tilgodehavende ved kapitulationen var ca. 5.000 mio. kr. Den samlede tyske gæld til Nationalbanken blev efter befrielsen overført til statens reguleringskonto med et beløb på 7.611 mio. kr.
| Økonomi | Spire Denne artikel om økonomi er en spire som bør udbygges. Du er velkommen til at hjælpe Wikipedia ved at udvide den. |